# 陳守山
陳守山（1921年2月20日—2009年7月2日），中華民國陸軍二級上將，生於日治臺灣臺北州，成長於廈門市，打過八年抗戰的福清戰役，祖先清同治年間自福建省泉州府南安縣來臺，曾任總統府國策顧問、國防部副部長、警備總部總司令、陸軍副總司令、第1任陸軍八軍團司令、政戰學校校長、陸軍51師長等職，是第一位臺灣本省籍出身、且生平任內晉升上將的本省人，但屬半唐山，亦不同於鄒洪是死後追贈上將，陳也擔任警備總部總司令長達八年，為中華民國國軍歷任臺灣警備總司令中任期最長者。

## 家世
陳守山曾祖父陳澤栗，為福建省泉州府南安縣溪美鎮蓮塘村人，追隨李春生來台灣做茶業生意。在日治時期，其家族取代李春生的地位，成為台灣最大的茶行，來往於福建、台灣與日本之間貿易。其祖父陳天椿，人稱台灣村，祖母洪好娟，伯公陳天來。其父名陳清昆，又名忠泉，人稱台灣泉，母名周早娟。
陳守山少年時隨父母返回福建，就讀於南安縣溪美鎮蓮塘村小學。後隨祖父經商去廈門同文高中就讀。迨抗戰軍興，焚日本護照明志，從戎於福建省保安幹部訓練所第一期，1938年畢業即參與抗戰。

## 軍旅生涯
陳守山在抗日戰爭時，率部攻克南日島，於福清戰役中遭敵逆襲，負傷昏迷，幸兩部屬背負脫險，對袍澤患難之義感念不忘。
來台後歷任陸軍新兵第三訓練中心指揮官、預四師、第51師師長、警備總部東警部司令、第二軍軍長、政戰學校校長、總政戰部執行官、陸訓部司令、第八軍團司令與陸軍副總司令等要職。
蔣經國為改善“警總”形象，提升台籍將領陳守山出任“臺灣省警備總司令部總司令”， 並晉升“陸軍二級上將”，開啟臺籍上將之先例。做為臺籍將領中的第一位上將，陳守山的受拔擢，對其他臺籍軍官政治地位有帶動提升的效果。
於1981年12月1日至1989年12月4日，出任長達八年的警備總司令部司令兼臺灣軍管區司令，為國軍歷任最長司令職之人，卸任後接任國防部副部長至屆齡退伍，並續聘為國策顧問。
陳守山於2009年7月2日病逝於三軍總醫院，享壽88歲。

## 家庭
其女陳安瀾、陳安慧、陳安琪、陳安靜。多嫁給名門。
陳安瀾嫁給許敏惠之子許博偉，兒子許元禎，媳婦吳欣儒是新光集團吳東進次女、台灣民眾黨副總統候選人吳欣盈之妹。陳安慧嫁給曹永裕與國泰蔡萬霖之妹蔡玉蘭所生的長子曹昌祺。陳安琪嫁給牙醫師林昉，目前在臺北經營秋惠文庫。陳安靜嫁給王永在次子王文潮。